# قئیرمه (شهرستان بازارقرغون)
قئیرمه (به لاتین: Kayyrma) یک منطقهٔ مسکونی در قرقیزستان است که در شهرستان بازارقرغون واقع شده‌است. قئیرمه ۱٬۸۱۰ نفر جمعیت دارد.